# 倪華德
倪華德（1922年3月22日—1993年6月22日），哈薩克族，哈薩克名：尼合（哈）邁德·蒙（孟）加尼（نىعمەت مىڭجاني），新疆省額敏縣人，哈薩克族著名語言學家、歷史學家、文學家。精通漢語、俄語、土耳其語、塔塔爾語、維吾爾語、烏孜別克語、哈薩克語等語言。民國37年（1948年）在新疆省選區當選第一屆立法委員。

## 經歷[2]
- 1922年出生於牧民家庭。
- 民國廿八年（1939年）至民國廿九年（1940年）間新疆省警官學校翻譯班學習，畢業後從事翻譯工作。
- 1947年-1949年間兼任『火焰』雜誌總編。
- 民國卅七年（1948年）任新疆省財政廳副主任秘書。
- 民國37年，當選立法委員，曾出席第一屆立法院第一會期內政及地方自治委員會、財政及金融委員會、邊政委員會
- 新疆哈薩克、柯爾克孜文化促進會執行委員、科長，新疆省編譯委員會委員，《光明月刊》總編輯。
- 1949年12月16日，政務院批准任新疆省人民政府副秘書長[3]，1951年4月9日政務院第七十九次會議免。
- 1951年，西北各民族進京參觀團副團長[4]。
- 1952年，西北軍政委員會民族事務委員會委員、第三處處長[5]。
- 1953年，調民族出版社哈文編譯室主任。
- 1954年至1956年在中央民族學院旁聽蘇聯語言學家授課[6]
- 1957年，就讀於民族出版社紅專大學，1960年結業。
- 1979年起，任新疆社會科學院語言研究所研究員、副所長，語言學院副院長。
- 曾任中國突厥語研究會副會長，中亞文化研究協會常任理事，新疆哲學社會科學聯合會常任理事及中國少數民族作家學會等20多個學會、協會的副主任、委員、顧問等職。
- 第七屆全國政協委員。
- 新疆維吾爾族自治區政協第四、五、七屆委員會常委。
- 新疆維吾爾族自治區人民政府參事室多事。
- 1986年-1993年間應邀出訪過德國、土耳其、美國、前蘇聯哈薩克、吉爾吉斯等國，併發表演說或出席研討會議。
- 1993年6月在哈薩克斯坦考察訪問期間病逝。

## 著作及詩歌[7]
- 《哈薩克族簡史》、《哈薩克語言簡史》、《新疆的哈薩克族》、《哈薩克族譜》、《哈薩克語詳解詞典》、《《突照語詞典》與現代哈薩克語的關係》等著作
- 獲自治區社會科學優秀成果二等獎3項。
- 1984年，被自治區人民政府評為優秀專業技術工作者，獲二等獎。
- 1986年，《哈薩克民間長詩集》獲自治區社聯、科幹局優秀成果二等獎[8]

### 哈薩克史研究
- 1947年收筆的《中國哈薩克歷史研究》一書連載於上海《瀚海潮》雜誌第四至第九期，在張治中主持新疆政府工作時期舉辦的新疆少數民族研討會上，他以淵博的學識贏得了專家學者們的賞識。
- 1987年成書的《哈薩克族簡史》專著在國內外引起了反響，並在1992年全國少數民族書籍評比中獲國家一等獎，被德國廣播電臺連播，在哈薩克斯坦《星火》雜誌連載。
- 發表有《解放前新疆哈薩克經濟、社會概況》（1952）、《哈薩克族源以及族名來源》、《伊斯蘭教在哈薩克中的傳播及影響》（1990）等多篇研究論文。

### 文學創作和搜集研究民間文學[9]
- 1942年創作四幕話劇《戰士之家》歌頌了人民抗日的戰鬥精神。
- 1945年創作諷刺長詩《債務》（要求償命）。
- 1948年在《火焰》雜誌上發表中篇小說《生活紀實》，這是中國哈薩克文學史上首部篇幅最長的小說，
- 1949年後創作特寫《曝亮的歌、優美的旋律、歡快的舞》、短篇小說《天山牧歌》
- 1952年創作巨著5000行詩體小說《燕子姑娘》（1979年出版於伊犁人民出版社），歌頌了民族團結。
- 此外他還有《野牡丹》等十幾篇短詩，出版詩集《羽毛筆》[10]
- 1980年編纂《哈薩克族民間詩體故事選》第一集並寫序言
- 1991年編寫15-18世紀哈薩克詩選《詩歌集》並寫詳細注釋
- 撰寫《哈薩克志》第一卷並寫序言
- 搜集整理哈薩克神話故事經典著作《迦薩甘創世》，發表《論哈薩克神話》、《巴合迪亞爾及其四十支系》、《論哈薩克民間長詩200首》等論文。他是《中國哈薩克文學史》一書的總編。
- 在哈薩克語言及翻譯方面，他著有《哈薩克語言史概論》、《哈薩克語及其文學的形成和發展的四個階段》等論文；1945年-1947年間與他人合作先後將學術著作《哈薩克史之線索》、民間長詩《薩麗哈與薩民》、《滿喬克》譯成漢文，1950年-1960年間將中篇小說《鄰國草原上的人們》、長篇小說《幸福之路》、魯迅作品《狂人日記》譯成哈文，1975年後翻譯水滸傳（第三卷）、紅樓夢（第三、四卷）、西遊記（第一卷）。

## 后代
儿子斯仁木和家人1996年取得哈薩克斯坦居留權後移居，2004年入籍哈薩克斯坦。2008年恢复中华民国国籍。